# Porro-Koppe-Prinzip
Als Porro-Koppe-Prinzip (seltener Photogoniometer) wird ein von Carl Koppe an der Technischen Universität Braunschweig entwickeltes Verfahren bezeichnet, mit dem in den Anfangszeiten der Photogrammetrie eine merkliche Genauigkeitssteigerung der Erdbildmessung möglich wurde.
Statt bei der Auswertung der Messbilder die Objekte auf der Glasplatte in einem rechtwinkligen Koordinatensystem zu bestimmen, erfolgt die Messung ihrer Bildwinkel, und zwar durch das Objektiv der Aufnahmekammer hindurch. Weil dann die bei der Aufnahme entstehenden Verzeichnungen des Messbildes bei der Auswertung im gleichen Maß wirken, können einige systematische Fehler eliminiert werden.
Statt des Fotoobjektivs -- das ja meist fest in der Kamera montiert ist -- kann man bei der Auswertung auch ein baugleiches Objektiv verwenden.

## Technischer Vorgang
Zur Winkelmessung nach dem Prinzip von Porro-Koppe wird das entwickelte Negativ in eine Messkamera eingelegt, deren Objektiv jenem der Aufnahme entspricht. Mit dem auf unendlich fokussierten Messfernrohr eines theodolitähnlichen Instruments zielt man nun durch das Objektiv auf die einzumessenden Punkte am durchleuchteten Negativ. Dadurch erhält man dieselben Horizontal- und Höhenwinkel, die man auch bei der Aufnahme hätte messen können.
Voraussetzung ist aber ein im Detail baugleiches Kameraobjektiv und die Verwendung eines anallaktischen Fernrohrs (siehe Ignazio Porro), dessen Brennpunkt genau über der Stehachse des Theodolits liegen muss.
Das Verfahren war in den frühen Zeiten der Bildmessung besonders nützlich, weil die damaligen Fotoobjektive noch relativ große Verzerrungen hatten. Bei modernen Objektiven sind diese Bildfehler nur mehr von der Größenordnung einiger Mikrometer (2–10 µm) und werden i.a. rechnerisch berücksichtigt.